# George Isaac (cầu thủ bóng đá)
George Isaac (sinh ngày 12 tháng 10 năm 1977) là một cầu thủ bóng đá người Saint Kitts và Nevis thi đấu cho St. Paul's United, ở vị trí tiền vệ.

## Sự nghiệp
Isaac từng thi đấu cho Cayon Rockets, Caledonia AIA, Happy Valley, Doc's Khelwalaas, W Connection, St. Paul's United và Positive Vibes.
Anh ra mắt quốc tế cho Saint Kitts và Nevis năm 2000.